# Metabiantes kakololius
Metabiantes kakololius is een hooiwagen uit de familie Biantidae.